# 上海烟草工业印刷厂
上海烟草工业印刷厂是中華人民共和國上海市一家卷烟商标印刷厂，是上海烟草集团的成员企业，始建于1929年。一說创建于1913年、1930年，前身是颐中烟草公司首善印刷厂，一說前身是英美煙公司印刷廠。1952年由政府接管，並更名上海烟草工业印刷厂。上海烟草工业印刷厂原本位於楊浦區許昌路。2004年搬遷至浦東新區高行工業園區。後來改制為上海烟草包装印刷有限公司。